# Йонас Гофманн
Йонас Гофманн (нім. Jonas Hofmann, нар. 14 липня 1992, Гайдельберг) — німецький футболіст, центральний півзахисник клубу «Баєр 04» та збірної Німеччини.
Виступав, зокрема, за «Боруссію» (Дортмунд), а також молодіжну збірну Німеччини.
Дворазовий володар Суперкубка Німеччини.

## Клубна кар'єра
Народився 14 липня 1992 року в місті Гайдельберг. Вихованець юнацьких команд футбольних клубів «Гоффенгайм 1899 та «Рот».
У дорослому футболі дебютував 2011 року виступами за команду клубу «Гоффенгайм 1899» II, в якій того року взяв участь у 5 матчах чемпіонату.
Протягом 2011–2013 років захищав кольори команди клубу «Боруссія» II.
В основному складі головної команди клубу «Боруссія» (Дортмунд) дебютував 2012 року. Відіграв за дортмундський клуб наступні два сезони своєї ігрової кар'єри.
Протягом 2014–15 років захищав кольори команди клубу «Майнц 05» на правах оренди.
2015 року повернувся до клубу «Боруссія» (Дортмунд). Цього разу провів у складі його команди один сезон. 
До складу клубу «Боруссія» (Менхенгладбах) приєднався 2016 року підписавши чотрирічний контракт. Станом на 9 травня 2023 року відіграв за менхенгладбаський клуб 181 матч в національному чемпіонаті.

## Виступи за збірні
2009 року дебютував у складі юнацької збірної Німеччини, взяв участь у 5 іграх на юнацькому рівні, відзначившись одним забитим голом.
Протягом 2013–2015 років залучався до складу молодіжної збірної Німеччини. На молодіжному рівні зіграв у 9 офіційних матчах, забив 5 голів.

## Титули і досягнення
- Чемпіон Німеччини (1):

«Баєр 04»: 2023–24
- Володар Кубка Німеччини (1):

«Баєр 04»: 2023–24
- Володар Суперкубка Німеччини (3):

«Боруссія» (Дортмунд): 2013, 2014
«Баєр 04»: 2024